# San Antonio (Desamparados)
San Antonio – dystrykt w kantonie Desamparados, w prowincji San José, w Kostaryce.

## Geografia
San Antonio ma powierzchnię 2.1 kilometrów kwadratowych i leży na wysokości 1,163 m n.p.m..

## Demografia
Według spisu ludności z 2011 roku dystrykt San Antonio liczył 9,727 mieszkańców.

## Transport

### Transport drogowy
Przez San Antonio biegną następujące drogi krajowe:
- Droga krajowa nr 207
- Droga krajowa nr 210
- Droga krajowa nr 212
- Droga krajowa nr 409